# Decheng, Guangdong
Decheng (kinesiska: 德城) är ett stadsdelsdistrikt i sydöstra Kina. Det är centralorten i Deqing härad i staden Zhaoqing i provinsen Guangdong, omkring 150 kilometer väster om provinshuvudstaden Guangzhou. Antalet invånare är 58 878. Befolkningen består av 29 005 kvinnor och 29 873 män. Barn under 15 år utgör 19,0 %, vuxna 15-64 år 71 %, och äldre över 65 år 8,0 %.